# آنا ليندبرغ
آنا ليندبرغ (بالسويدية: Anna Lindberg)‏ هي سباحة وغطاسة سويدية، ولدت في 16 نوفمبر 1981 في كارلسكوغا في السويد.

## وصلات خارجية
- الموقع الرسمي
- آنا ليندبرغ على موقع الاتحاد الدولي للسباحة (الإنجليزية)
- آنا ليندبرغ على موقع قاعدة بيانات الغوص IAT (الألمانية)
- آنا ليندبرغ على موقع اللجنة الأولمبية الدولية (الإنجليزية)
- آنا ليندبرغ على موقع أوليمبيديا (الإنجليزية)
- آنا ليندبرغ على موقع اللجنة الأولمبية السويدية (السويدية)